# Coscinoderma
Coscinoderma é um gênero de esponja marinha da família Spongiidae.

## Espécies
- Coscinoderma confragosum Poléjaeff, 1884
- Coscinoderma denticulatum Poléjaeff, 1884
- Coscinoderma lanuga de Laubenfels, 1936
- Coscinoderma matthewsi (Lendenfeld, 1886)
- Coscinoderma pesleonis (Lamarck, 1813)
- Coscinoderma sinuosum (Lamarck, 1813)
- Coscinoderma sporadense Voultsiadou-Koukoura, van Soest & Koukouras, 1991